# Medalla del 30.º Aniversario de la Polonia Popular
La Medalla del 30.º Aniversario de la Polonia Popular (en polaco: Medal 30-lecia Polski Ludowej) es una medalla conmemorativa estatal civil polaca, establecida por decreto del Consejo de Estado de la República Popular de Polonia del 7 de febrero de  1974, en el trigésimo aniversario de la República Popular de Polonia, con el fin de reconocer los esfuerzos de los trabajadores para construir y fortalecer el estado socialista, su desarrollo socioeconómico y cultura nacional. La descripción de la insignia y los principios para otorgarla fueron establecidos por resolución del Consejo de Estado ese mismo día. El decreto que establece la medalla fue derogado el 23 de diciembre de 1992.

## Estatuto de concesión
La medalla fue otorgada por al menos quince años de trabajo profesional dedicado y destacado durante el treinta aniversario de la República Popular de Polonia y caracterizado por una actividad sociopolítica comprometida.
La medalla se lleva en el lado izquierdo del pecho y, en presencia de otras órdenes y medallas de Polonia, se coloca inmediatamente después de la Medalla al Mérito en el Campo de la Gloria. Si se usa en presencia de órdenes o medallas de la actual República de Polonia, estas últimas tienen prioridad.
La condecoración fue otorgada en el período comprendido entre el 7 de febrero de 1974 y el 31 de diciembre de 1974. Durante dicho periodo se entregaron unas 229 049 medallas. La nueva ley de órdenes y condecoraciones, en vigor desde el 23 de diciembre de 1992, no tuvo en cuenta la medalla (derogando la anterior orden y la ley de condecoraciones de 1960), por lo que se dio por concluida su concesión.

## Descripción
La insignia de la Medalla del 30 Aniversario de la Polonia Popular es un disco oxidado plateado con un diámetro de 32 mm. 
En el anverso, en el centro de la medalla, hay un cuadrado empotrado con esquinas redondeadas, sobre el cual hay una imagen convexa del águila estatal polaca. A ambos lados del escudo hay grabadas dos fechas convexas: 1944 (izquierda) y 1974 (derecha). Sobre el escudo está el número romano XXX, y debajo la inscripción PRL. 
En el reverso de la medalla, en el centro hay una inscripción en tres líneas «WALKA / PRACA / SOCJALIZM»», rodeada completamente por una corona de hojas de roble.
La cinta de la medalla tiene 32 mm de ancho y es de color rojo con tonos de luz roja hacia los bordes de la cinta. La cinta está en los colores de la cinta, hay una superposición de metal plateado o bordada hecha de una tira horizontal de 2 mm de ancho y el número "XXX" de 6 mm de alto.
La insignia fue diseñada por el escultor y medallista polaco Edward Gorol.